# Salvador Luria
Salvatore Edoardo Luria o Salvador Edward Luria (Torí, Itàlia 1912 - Lexington, EUA 1991) fou un metge i professor universitari estatunidenc, d'origen italià, guardonat amb el Premi Nobel de Medicina o Fisiologia l'any 1969.

## Biografia
Va néixer el 13 d'agost de 1912 a la ciutat de Torí, població situada a la regió italiana del Piemont, en una família de religió jueva. Va estudiar medicina a la Universitat de Torí, on es graduà l'any 1935. L'any 1938 abandonà Itàlia per l'ascens imparable de les hostilitats del règim feixista de Benito Mussolini vers els jueus, traslladant-se inicialment a París. Davant l'ocupació de França per part de les tropes nazis es traslladà a Marsella, on obtingué un visat per viatjar als Estats Units.
L'any 1940 s'establí a Nova York, on ràpidament va traduir el seu nom a l'anglès, i va aconseguir una beca de la Fundació Rockefeller gràcies a l'ajuda d'Enrico Fermi per treballar a la Universitat de Colúmbia. Entre 1943 i 1950 fou professor de la Universitat d'Indiana, on tingué com a alumne James D. Watson, des d'aquell any fou professor a la Universitat d'Illinois, i el 1959 fou nomenat professor de l'Institut Tecnològic de Massachusetts. L'any 1947 aconseguí la nacionalitat nord-americana. Morí el 6 de febrer de 1991 a la ciutat de Lexington, població situada a l'estat nord-americà de Massachusetts a conseqüència d'un infart de miocardi.

## Recerca científica
Entre 1936 i 1937 estudià radiologia a la Universitat de Roma La Sapienza, on conegué les teories de Max Delbrück que descrivien el gen com una molècula i on va començar a desenvolupar mètodes genètics amb els bacteriòfags, els virus que infecten els bacteris.
Establert a Nova York conegué Alfred Hershey i el mateix Delbrück, col·laborant amb ells en diversos experiments. Al costat de Delbrück va demostrar que l'herència en bacteris ha de seguir principis darwinistes i no pas lamarquistes, observant que la resistència bacteriana a la infecció d'un virus és causada per una mutació aleatòria i no pel canvi adaptat. Segons Luria la idea que la selecció natural afecta els bacteris comporta que aquests desenvolupin una resistència als antibiòtics.
A la dècada del 1950 mentre realitzaves recerques sobre els cultius d’Escherichia coli per a la producció de bacteriòfags va descobrir que les tensions bacterianes específiques produeixen alguns enzims que tallen l'ADN en certes seqüències, enzims coneguts amb el nom d'enzim de restricció i que es van convertir en una de les principals eines de la biologia molecular. Durant la seva estada al MIT inicià la seva recerca sobre la membrana cel·lular, ampliant els seus coneixements amb estudis realitzats a l'Institut Pasteur de París, i tenint sota les seves ordres entre d'altres David Baltimore, Susumu Tonegawa, Phillip Allen Sharp i H. Robert Horvitz.
El 1957, al costat de Linus Carl Pauling, va protestar contra les proves nuclears realitzades pels Estats Units, i fou un ferm opositor a la Guerra del Vietnam i un gran defensor dels sindicats. Durant la dècada del 1970 participà en debats sobre l'enginyeria genètica, advocant una posició de compromís de negligència moderada i la regulació d'una interdicció o llibertat científica completa.
L'any 1969 fou guardonat amb el Premi Nobel de Medicina o Fisiologia pels seus descobriments referents al mecanisme de la rèplica i l'estructura genètica dels virus, premi que compartí amb Max Delbrück i Alfred Hershey.